# 甘努茲冰川
70°24′S 162°11′E / 70.400°S 162.183°E
甘努茲冰川是南極洲的冰川，位於維多利亞地的彭內爾海岸，發源自鮑爾斯山脈，最終在維德岩和施圖林格山麓冰川之間注入倫尼克灣，以生物學家命名。